# 小南沟乡
小南沟乡，是中华人民共和国甘肃省庆阳市环县下辖的一个乡镇级行政单位。

## 行政区划
小南沟乡下辖以下地区：
陈掌村、丁寨柯村、粉子山村、李上山村、李原村、连川村、天子渠村、汪天子村、小南沟村、许掌村、燕麦掌村和杨胡套子村。